# Dźěćetko

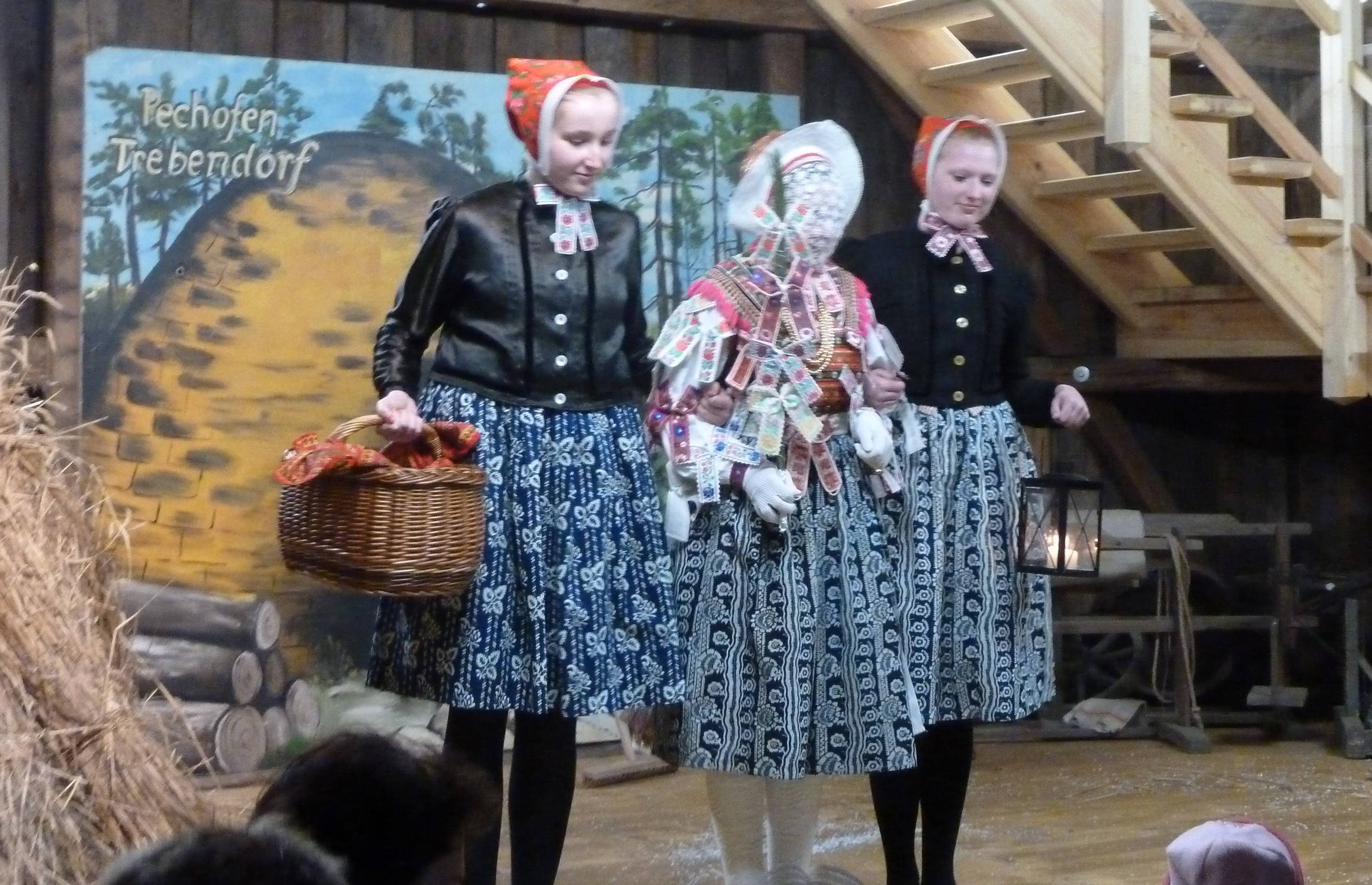
Bescherkind mit Begleiterinnen

Das Dźěćetko oder Bože dźěćo bzw. Bože dźěćatko (sorbisch, wörtlich „Kindlein“ oder „Gotteskind(chen)“) ist eine Symbolfigur des Weihnachtsfestes im sorbischen Siedlungsgebiet in der Lausitz. Es gehört zu den Bräuchen der Sorben, die in das bundesweite Verzeichnis des immateriellen Kulturerbes in Deutschland eingetragen sind. Die traditionelle deutsche Bezeichnung lautet Christkind, die Figur unterscheidet sich allerdings signifikant von anderen Christkind-Bräuchen. Zudem ist auch die allerdings umstrittene Bezeichnung Bescherkind etabliert.

## Brauch

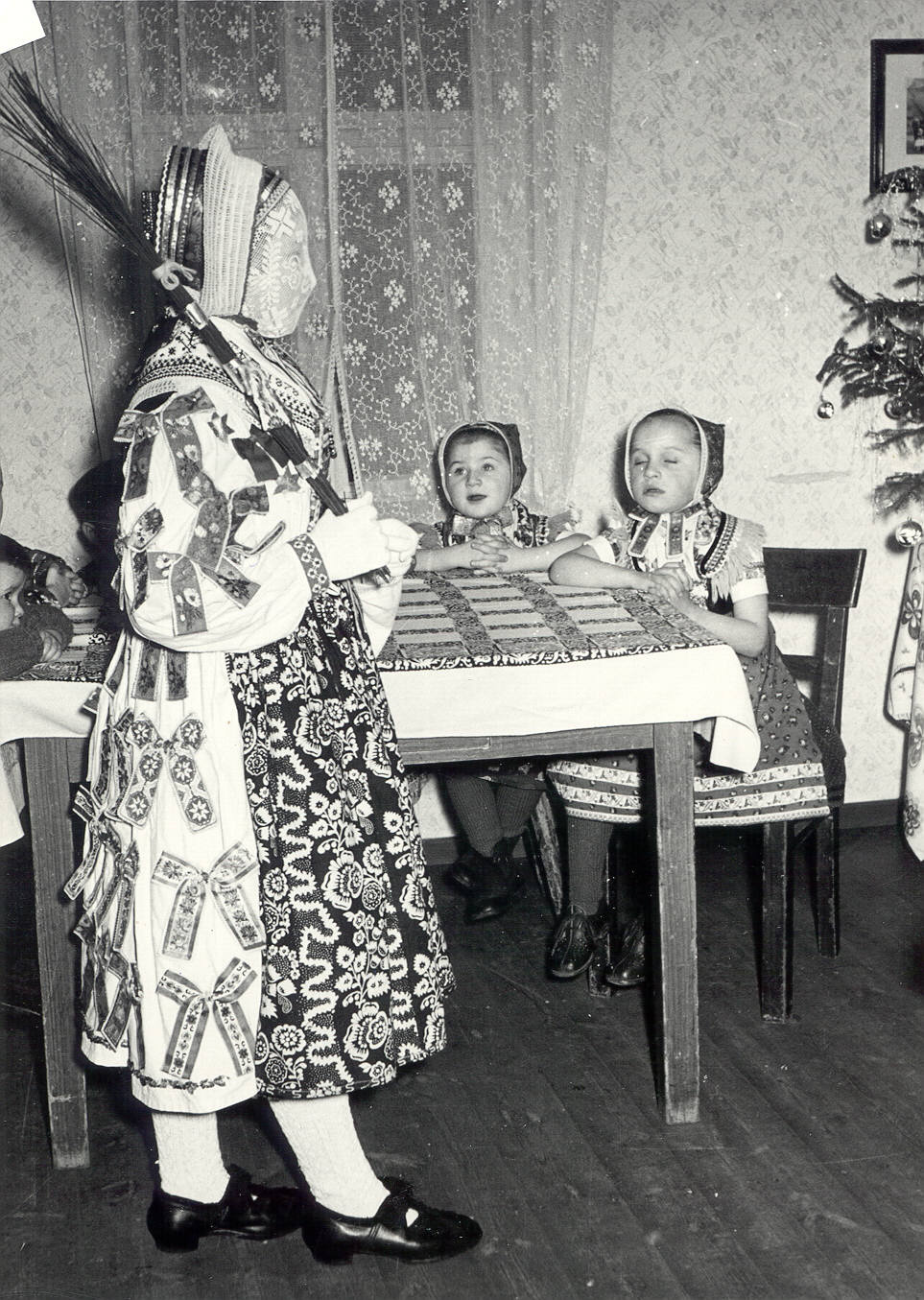
Dźěćetko in Klein Trebendorf 1952

Das Dźěćetko ist ein Mädchen, das in sorbische Tracht gekleidet ist und einen aufwändigen Kopfschmuck und weiße Handschuhe trägt. Sein Gesicht ist mit Tüll vollständig verschleiert, so dass es nicht zu erkennen ist. In einer Hand trägt es eine mit bunten Bändern geschmückte Reisig-Rute, meist aus Birkenzweigen, in der anderen einen Beutel mit Süßigkeiten und Früchten.
An Heiligen Abend, mancherorts auch schon in der Adventszeit, zieht das Dźěćetko mit zwei ebenfalls in Tracht gekleideten Begleiterinnen von Haus zu Haus. Die Ankunft wird durch ein Glöckchen angekündigt. Mit der Rute berührt das Dźěćetko bei Erwachsenen die linke Schulter, um ihnen dadurch Glück und Gesundheit zu bringen. Kindern streicht es dazu über die Wange, sie erhalten auch kleine Geschenke aus dem Beutel. Um nicht erkannt zu werden, bleibt das Dźěćetko während des ganzen Besuchs stumm.
Die Rute geht auf einen vorchristlichen Brauch zurück, als die Menschen sich mit frisch geschnittenen Birkenreisern berührten, um die Kraft der Zweige auf die Menschen zu übertragen.  Während die Rute früher auch für eine symbolische Bestrafung von Kindern gedacht waren, die aufzusagende Verse nicht richtig gelernt hatten, dient sie nunmehr nur noch zum Segnen.
Der Brauch wird von den evangelischen Sorben gepflegt, in katholischen Gebieten der Lausitz gibt es ihn nicht. In der Oberlausitz ist der Brauch noch in mehreren Orten verbreitet. Der einzige Niederlausitzer Ort, in dem der Brauch noch gepflegt wird, ist Jänschwalde.
In der Schleifer Kirchgemeinde hat jedes Dorf ein eigenes Bescherkind, wobei sich die acht Trachten voneinander unterscheiden. Das Bescherkind darf die Grenzen seines Ortes nicht überschreiten.

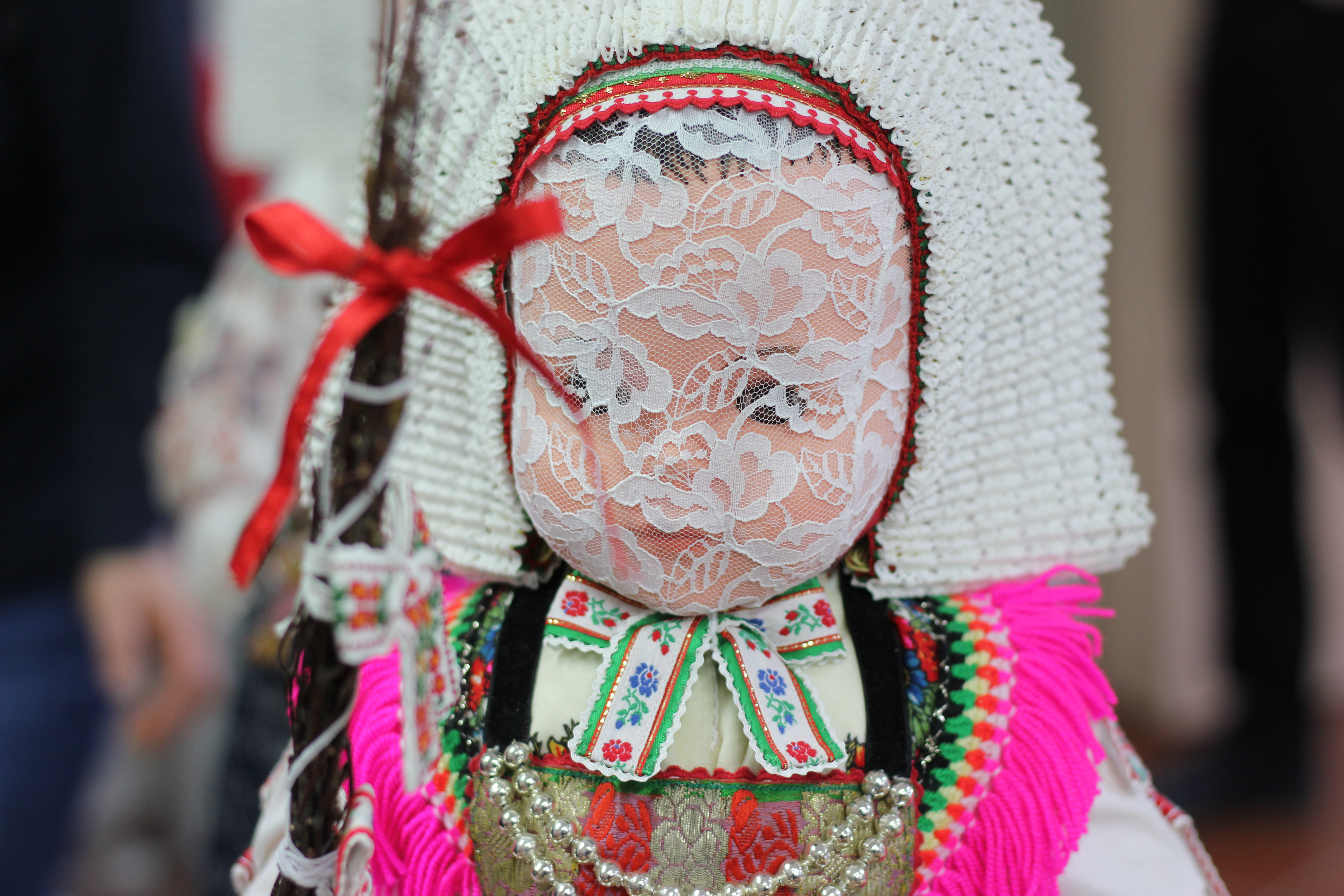
Halbendorf
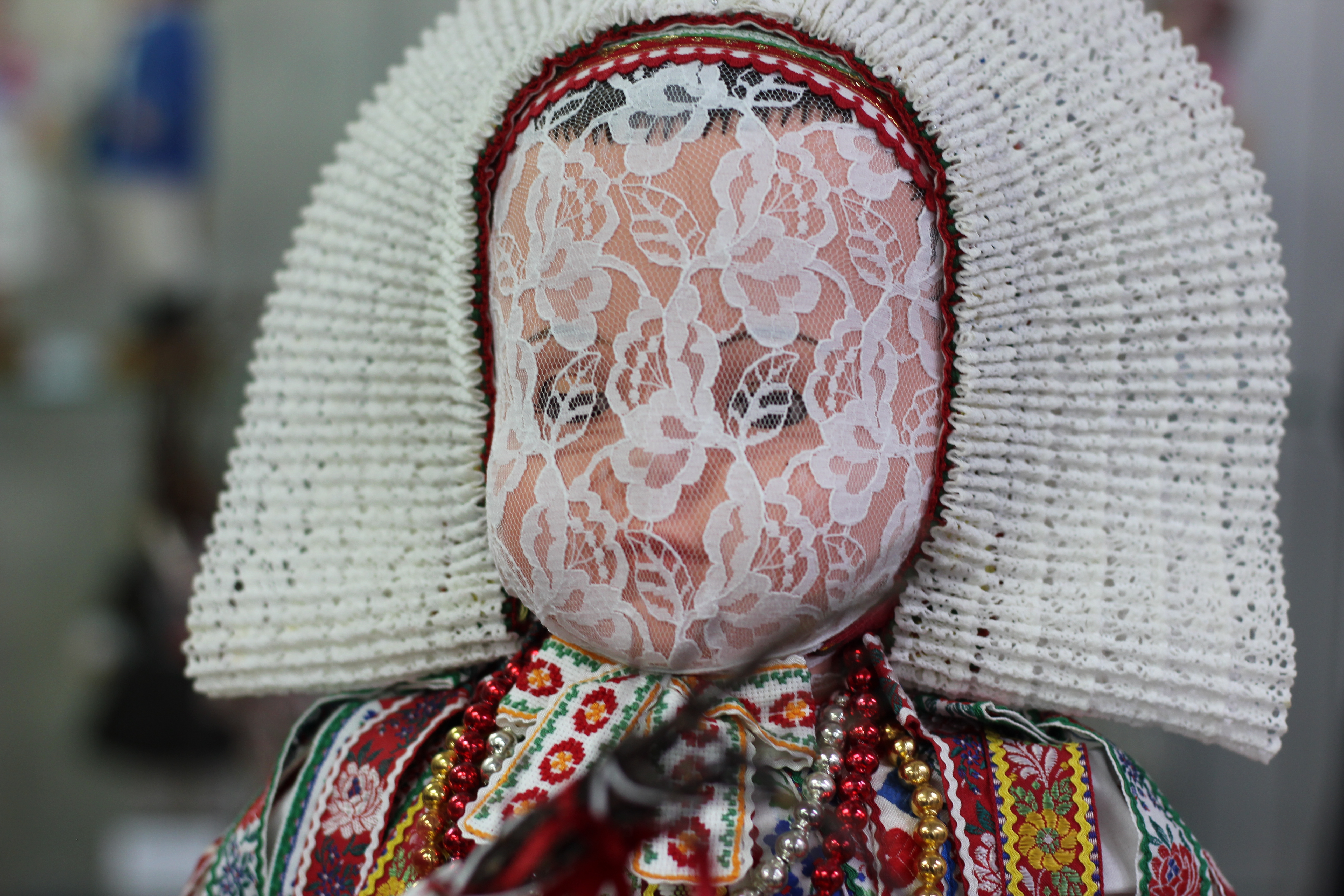
Mühlrose
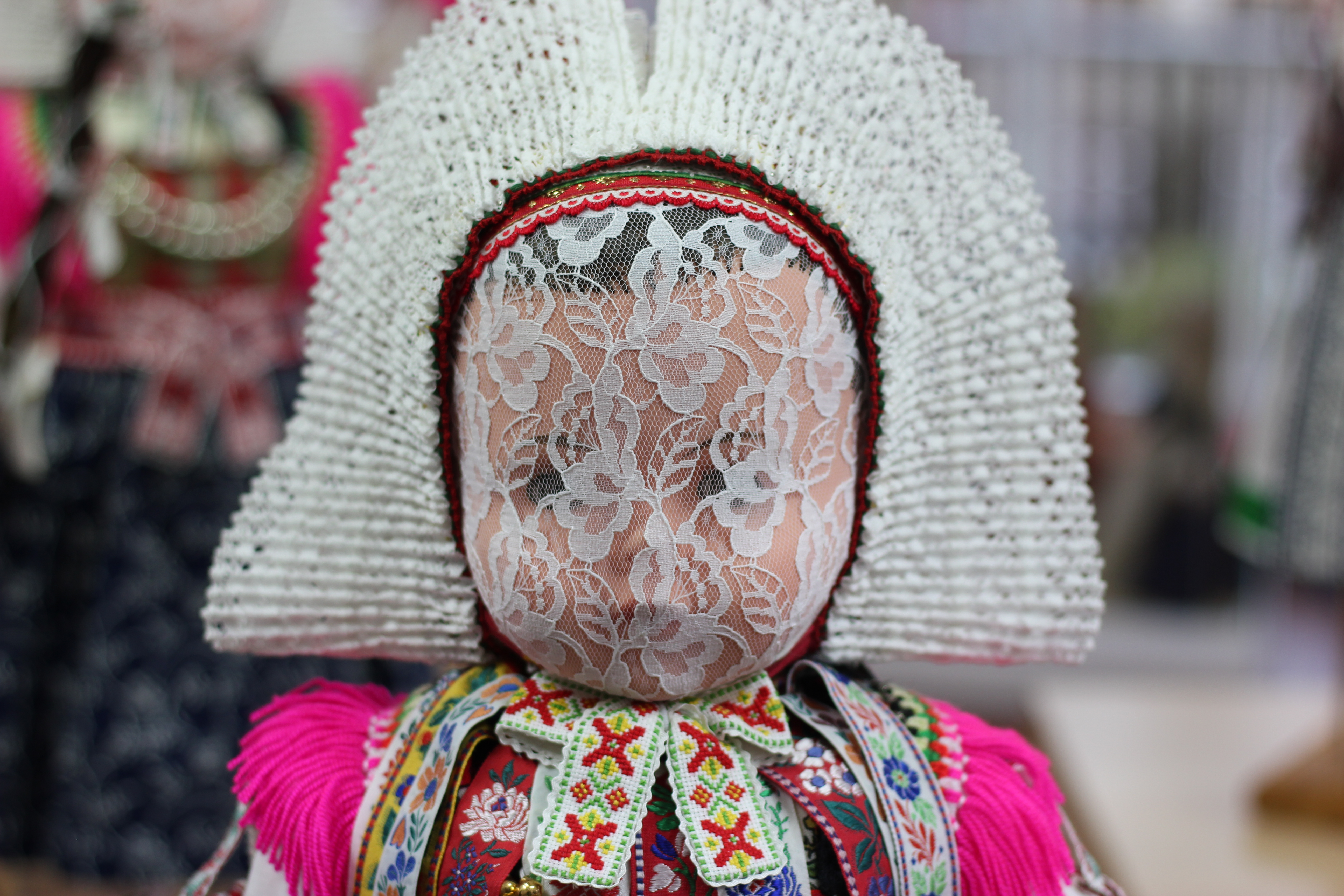
Rohne
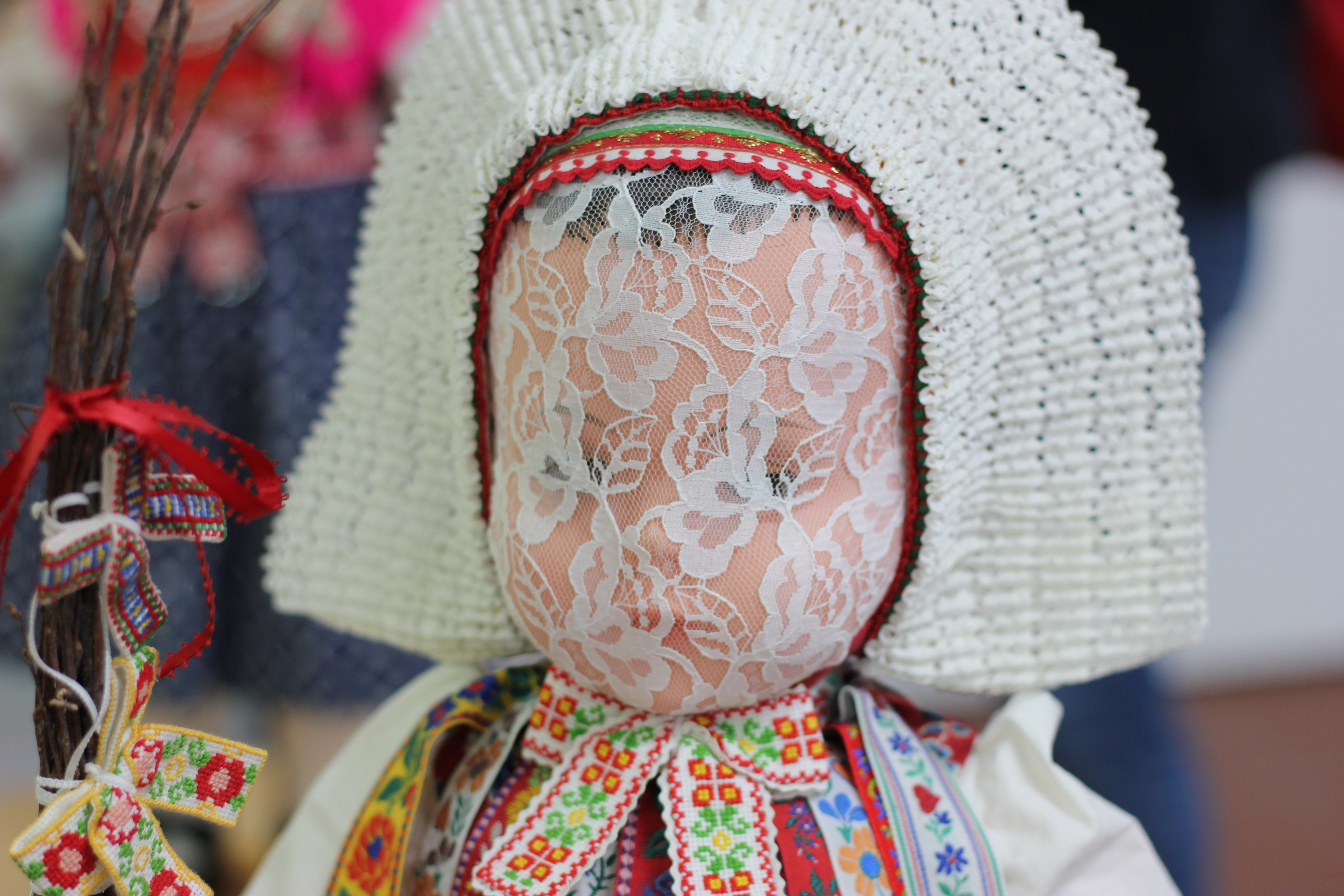
Trebendorf

## Deutsche Bezeichnung
Die heute üblichen deutschen Bezeichnungen sind „Bescherkind“ und „Christkind“, die Figur unterscheidet sich allerdings signifikant vom Christkind in anderen Teilen Deutschlands oder anderen deutschsprachigen Ländern. Aus dem 19. Jahrhundert ist zudem auch die Bezeichnung „Gotteskind“ (als wörtliche Übersetzung einer der sorbischen Bezeichnungen) überliefert. Die von dem Wort Bescherung abgeleitete Bezeichnung als „Bescherkind“ lässt sich allerdings erst seit dem Bestehen der Deutschen Demokratischen Republik nachweisen. Damit sollte der christliche Bezug des Brauchs verschleiert werden. Viele Lausitzer bevorzugen deshalb den Begriff „Christkind“, auch weil die eigentliche und ursprüngliche Funktion dieser Figur im Segnen und nicht im Bescheren besteht. Andere stört die Bezeichnung „Bescherkind“ jedoch nicht. Eine andere zum Teil praktizierte Alternative besteht darin, die sorbische Bezeichnung auch im Deutschen zu verwenden. Die Domowina als Dachverband sorbischer Vereine respektiert die jeweils regional übliche Bezeichnung.

## Immaterielles Kulturerbe
2014 wurden die Gesellschaftliche Bräuche und Feste der Lausitzer Sorben im Jahreslauf in das bundesweite Verzeichnis des immateriellen Kulturerbes in Deutschland eingetragen. Dieses Immaterielle Kulturerbe umfasst etwa 30 gesellschaftliche Bräuche, Rituale und Feste, die bei den Sorben bundesländerübergreifend in Sachsen und in Brandenburg gepflegt werden. Dazu zählt auch in der Weihnachtszeit das sorbische Christkind.

## Darstellungen

Bescherkind auf einer DDR-Briefmarke

Im Rahmen der Briefmarkenserie Sorbische Volksbräuche brachte die Deutsche Post der DDR 1982 eine Briefmarke mit einem Frankaturwert von 50 Pfennig heraus, die dem Bescherkind gewidmet ist. Auf der linken Seite ist ein Bescherkind mit verschleiertem Gesicht als Profil in Farbe dargestellt, während auf der rechten Seite holzschnittartig in schwarz-weiß der Zug des Bescherkinds mit seinen beiden Begleiterinnen durch den Ort gezeigt wird.